# Olga Homeghi-Bularda
Olga Homeghi-Bularda, née le 1er mai 1958 à Fieni, est une rameuse d'aviron roumaine.

## Carrière
Aux Jeux olympiques de 1980 à Moscou, Olga Homeghi-Bularda est médaillée de bronze de deux de couple avec Valeria Roşca-Răcilă. Elle remporte le titre olympique en quatre avec barreur en 1984 à Los Angeles.
Aux Jeux olympiques de 1988 à Séoul, elle est médaillée d'or en deux sans barreur avec Rodica Arba-Puşcatu et médaillée d'argent en huit.
Aux Championnats du monde d'aviron, elle remporte trois médailles d'or (en deux sans barreur en 1986 et en 1987, en huit en 1987), deux médailles d'argent (en quatre avec barreur en 1983 et en 1985) et deux médailles de bronze (en deux de couple en 1979 et en 1981).